# Андрате
Андра̀те (на италиански: Andrate; на пиемонтски: Andrà, Андра) е село и община в Метрополен град Торино, регион Пиемонт, Северна Италия. Разположено е на 836 m надморска височина. Към 1 януари 2023 г. населението на общината е 483 души, от които 38 са чужди граждани.

## География, административно деление и население
Андрате е малка планинска общност с древен произход, известен климатичен и туристически център. Населението живее предимно в общинската столица; останалата му част е разпределена в няколко разпръснати къщи. Територията, включително специалната зона Монте Кавалгросо (2227 m), има неправилен геометричен профил, с много подчертани височинни вариации. Селото, засегнато от силно разширяване на сградите, е в доминираща позиция над целия Моренов амфитеатър на Ивреа, района Канавезе и Западния алпийски кръг, а кестеновите и брезови гори, които го заобикалят, са обширни.
Територията на общината се простира от 550 до 2227 m надморска височина и предлага разнообразие от екологични условия, както по отношение на местоположението, така и възможността за разходки и екскурзии. Чистата природа, която го заобикаля, го прави идеална дестинация за любителите на планината. Предлага възможност за интересни излети сред зеленината, достигайки до внушителни алпийски места като изкачване на Колма ди Момбароне с много възможни вариации към околните върхове, сред които горската писта от Сан Джакомо към Алпе Монтаня Карема, също идеална за ски бягане през зимата, и разходката към Кроче Сера – панорамния връх на Мореновия амфитеатър на Ивреа. Освен това благодарение на високото си положение и постоянните ветрове Андрате е любима дестинация за любителите на делтапланеризма.
Граничи със следните 5 общиниː Номальо, Донато, Боргофранко д'Ивреа, Киаверано и Сетимо Витоне. Отстои на 20 km от Биела, на 52 km от Торино и на 101 km от Милано.
Има следните местностиː Корнале, Монте Кавалгросо, Санта Мария.
Действа като посредник между Канавезе и долината Елво.
Към 1 януари 2023 г. населението на общината е 483 души, от които 38 чужди граждани, сред които преобладават тези на Румъния (25 души). Български граждани липсват.

## Топоним
Хипотезата е, че името има келтски произход: то произлиза от думите and (край) и art (земя), т.е. „гранична земя“.  Всъщност река Виона, която се спуска от Момбароне и Сера, в древни времена географски разделя източния регион, обитаван от витимулите, от западния регион, зает от саласите – келтско население.

## История
Келтското племе на саласите се установяват в Канавезе през 1200 г. пр.н.е. и те остават там до 143 г. пр.н.е., когато се оттеглят във Вале д'Аоста след сблъсък с римляните. Андрате би могло да датира точно от това хилядолетие и следователно ще бъде основано преди важни близки градове, като Ивреа.
Първите документи, в които се споменава Андрате, датират от началото на XIII век, когато общината принадлежи към Епископството на Ивреа. В хода на историята се сключват много споразумения между населението на Андрате и епископите чрез зависимост: през 1365 г., благодарение на диплома от император Карл IV, Андрате попада под властта на Савойците, чието върховенство е признато едва през 1373 г. от епископа на Ивреа – пряк феодал.
Андрате получава по-голяма автономия от 1410 г. нататък, когато епископ Бонифаций дела Торе му дава собствен устав и сред неговите феодали се включват господарите Барони, Буроло, Куареня Колобиано, Бираго ди Кандия, Калкатера. Тези разпоредби споменават древното селище, заобиколено от стени и наречено Вила – сегашният исторически център на Андрате, който все още запазва очарованието на своите стръмни алеи.

## Икономика
Селското стопанство запазва важна роля в местната икономика: произвеждат се круши, ябълки, кестени, грозде и фураж. Практикува се и отглеждане на говеда, свине, овце, кози и птици. Индустриално развитие практически няма, с изключение на малки строителни и хранителни предприятия, предвид малкия брой на населението, съставено предимно от възрастни хора. Третичният сектор е изграден от достатъчна дистрибуторска мрежа, която е в състояние да задоволи първичните потребности на населението, както и всички услуги, с изключение на банковите.

## Забележителности

### Религиозна архитектура
- Гробищна църква ̈(Chiesa del Camposanto)ː посветена на свети апостол Петър. Сградата с прости архитектурни линии стои извън Андрате в местност Саламия. Построена е около 1660 – 1670 г. върху руините на предишна църква и има много изчистени архитектурни линии. Тя е първата енорийска църква на Андрате.[7]

- Светилище „Света Мария“ (Santuario di Santa Maria), възстановено през 1714 г. върху останките на една от първите църкви, посветени на Богородица в района на Канавезе. От нея са запазени част от стените и прекрасната романска камбанария. С един неф, с план на гръцки кръст, то съдържа стенопис в стил от XV век, частично модифициран от последващи добавки. В центъра на изображението е Мадона Милосърдна. До светилището се издига камбанарията, изградена от сив и бял камък, височината представя серия от прорези, единични, двойни и тройни ланцетни прозорци.[8]
- Енорийска църква „Свети Петър в окови“ (Chiesa parrocchiale di San Pietro in Vincoli)ː разположена точно пред една от панорамните точки на селото. Построена е през 1717 г., както показва датата на фасадата. В нея има картина от 1843 г. на Ауджеро да Вероленго, както и орган от Карло Силвестро Велата, построен през годините около 1780 г. На стената на левия хор е интересен надписът на известния астролог отец Джовамбатиста Бекария, който около 1760 г. извършва важни наблюдения от Андрате. Отделно от църквата има и камбанария от 1835 г., която доминира в историческия център на града. Традицията разказва, че древната енорийска църква е построена върху гробницата на свети Ювенал от Нарни – мъченик и евангелизатор, работил в района.
- Църква „Свети Рох“ (Chiesa di San Rocco), построена през 1686 г. и ценна заради елегантната си архитектура.

### Друго

#### Екомузей на селската цивилизация
Музеят (Ecomuseo della Civiltà Contadina) разполага с богата колекция от над седемстотин предмета и сечива, които свидетелстват за живота и делото на една планинска общност. В стаите предметите са представени под формата на лаборатории, така че посетителят да може по-добре да разберат и запомнят дейностите от миналото; част от изложбата документира селския живот на селото чрез колекция от снимки. В оборудвания външен парк може да се видят селскостопански превозни средства от XIX и началото на XX век, преса от средата на XIX век и някои части от старата водна ковачница, действаща в града от средата на XVIII век до 1964 г.

#### Замък Рубино
Замъкът (Castello Rubino) се намира в местността Кроче Сера – историческа еклектична резиденция, построена в началото на XX век.

## Образование
- Една частна детска градина
- Едно държавно начално училище (от 1-ви до 5-и клас вкл.)
- Средните училища от първа степен (от 6-и до 8-и клас вкл.) са в Боргофранко д'Ивреа, Монталто Дора, Сетимо Витоне и Буроло, а тези от втора (от 9-и до 11-и или 12-и клас вкл.) – в Ивреа

## Събития
- Патронен празник на Свети Петър в окови – 4 ноември